# Bernard I. (opat)
Bernard I. (opat) OPraem. byl římskokatolický kněz, premonstrátský kanovník a v letech 1400–1405 opat kanonie v Zábrdovicích.
Opatem v Zábrdovicích byl pět let. Jeho jméno figuruje v řadě písemností týkajících se soudních sporů. Mimo jiné šlo o spor brněnské kapituly a oslavanského kláštera, kde se postavil na stranu kapituly. Další spory se týkaly přímo majetku zábrdovického kláštera. V době jeho opatské funkce byl tzv. klášterním ochráncem Petr z Kravař. Opat Bernard rezignoval na opatskou funkci roku 1405, v závěru života (během husitských válek) žil v brněnském minoritském klášteře, kde zemřel roku 1424.